# Heligoland (álbum)
Heligoland es el quinto álbum de estudio del grupo inglés Massive Attack publicado en febrero de 2010. Tras seis años sin ver la luz ningún trabajo discográfico, la agrupación decide de manera un poco más marcada hacer este álbum con la colaboración de varios artistas, tales como: Damon Albarn (vocalista de Blur) en las canciones como "Splitting the Atom" o en la que es vocalista como "Saturday Come Slow". La propuesta musical de este álbum es muy variada, ya que no solo se toma como referencia el rock electrónico y experimental, sino que se usa música electrónica también con el fin de innovar con nuevos y llamativos sonidos. Podría decirse que este álbum representa una nueva incursión en nuevos ritmos y formas musicales, pero sin volver tanto a sus raíces "dance"; presentes en álbumes tales como Blue Lines de 1991 o Protection en 1994, sin embargo, este álbum constituye una gran propuesta musical, no solo porque cuenta con varias colaboraciones de artistas, sino también debido a que cuenta con ritmos oscuros como por ejemplo en canciones como "Pray for Rain" o pausados como en "Psyche".

## Lista de canciones
| N.º | Título               | Escritor(es)                                               | Voces                         | Duración |  |
| 1.  | «Pray for Rain»      | Robert Del Naja/Grant Marshall/Neil Davidge/Tunde Adebimpe | Adebimpe                      | 6:44     |  |
| 2.  | «Babel»              | Del Naja/Marshall/Davidge/Martina Topley-Bird              | Topley-Bird                   | 5:19     |  |
| 3.  | «Splitting the Atom» | Del Naja/Marshall/Davidge/Damon Albarn                     | Del Naja/Marshall/Horace Andy | 5:16     |  |
| 4.  | «Girl I Love You»    | Del Naja/Marshall/Davidge/Andy                             | Andy                          | 5:26     |  |
| 5.  | «Psyche»             | Del Naja/Marshall/Davidge/Topley-Bird                      | Topley-Bird                   | 3:24     |  |
| 6.  | «Flat of the Blade»  | Del Naja/Marshall/Davidge/Albarn/Guy Garvey                | Garvey                        | 5:30     |  |
| 7.  | «Paradise Circus»    | Del Naja/Marshall/Hope Sandoval/Stew Jackson/Dan Brown     | Hope Sandoval                 | 4:57     |  |
| 8.  | «Rush Minute»        | Del Naja/Marshall/Davidge                                  | Del Naja                      | 4:51     |  |
| 9.  | «Saturday Come Slow» | Del Naja/Marshall/Damon Albarn/Jackson/Brown               | Damon Albarn                  | 3:43     |  |
| 10. | «Atlas Air»          | Del Naja/Marshall/Davidge/John Baggott                     | Del Naja                      | 7:48     |  |